# 中国给水排水
《中国给水排水》创刊于1985年，是以给排水为主题的国内外公开发行技术性刊物。杂志由中华人民共和国住房和城乡建设部主管，由中国市政工程华北设计研究总院和国家城市给水排水工程技术研究中心主办，编辑部在天津市。2015年，经国家新闻出版广电总局评审，期刊入选2015年全国“百强报刊”。